# Paraponychus incanus
Paraponychus incanus är en spindeldjursart som beskrevs av Gonzalez och Flechtmann 1977. Paraponychus incanus ingår i släktet Paraponychus och familjen Tetranychidae. Inga underarter finns listade i Catalogue of Life.